# قنجر قليل المسام
قنجر قليل المسام (الاسم العلمي: Conger oligoporus) هو نوع من الأسماك يتبع جنس القنجر من الفصيلة القنجرية.